# Hsunycteris thomasi
{{#ifeq:0|0|{{#if:|{{#if:Hsunycteristhomasi|[[]}}|}}}}
Lonchophylla thomasi — вид родини листконосові (Phyllostomidae), ссавець ряду лиликоподібні (Vespertilioniformes, seu Chiroptera).

## Середовище проживання
Країни поширення: Болівія, Бразилія, Колумбія, Еквадор, Французька Гвіана, Гаяна, Панама, Перу, Суринам, Венесуела. Значною мірою пов'язаний зі струмками і вологими місцинами. Віддає перевагу тропічним вічнозеленим лісам. 

## Життя
Харчується нектаром, комахами, і, ймовірно, фруктами і пилком. Цей вид, ймовірно, лаштує сідала невеликими групами в дуплах дерев і в невеликих печерах. 